# Heinrich Mehringer
Heinrich Mehringer, né le 23 février 1952 à Tegernsee, est un biathlète allemand. 

## Biographie
Il prend son premier départ avec l'équipe nationale aux Championnats du monde 1974.
Deux ans plus tard, aux Jeux olympiques d'Innsbruck, il est quatrième du relais et onzième de l'individuel.
Aux Championnats du monde 1978, il est médaillé de bronze du relais, en compagnie de Gerd Winkler, Andreas Schweiger et Hans Estner. Il a obtenu son meilleur résultat individuel aux Championnats du monde 1977, où il est septième du sprint.

## Palmarès

### Jeux olympiques d'hiver
| Épreuve / Édition | Individuel | Relais |
| ----------------- | ---------- | ------ |
| JO 1976 Innsbruck | 11e        | 4e     |

### Championnats du monde
- Championnats du monde 1978 :
  -  Médaille de bronze au relais.

### Coupe du monde
- Meilleur classement général : 17e en 1978.